# Alluaudomyia shogakii
Alluaudomyia shogakii är en tvåvingeart som beskrevs av Tokunaga 1960. Alluaudomyia shogakii ingår i släktet Alluaudomyia och familjen svidknott. Inga underarter finns listade i Catalogue of Life.